# Hochverschuldete Entwicklungsländer

Karte der HIPC-Länder
Pre-decision-Point
Decision-Point
Completion-Point

Als Hochverschuldete Entwicklungsländer oder Hochverschuldete arme Länder (englisch Heavily Indebted Poor Countries, abgekürzt HIPC) wird eine Gruppe von Entwicklungsländern mit hohem Schuldenstand – vorwiegend in Afrika, daneben in Asien und Lateinamerika – bezeichnet, die im Rahmen der HIPC-Initiative der G8-Staaten von Schuldenerlassen profitieren sollen.
Zur Verschuldung der Entwicklungsländer im Allgemeinen siehe Staatsverschuldung der Entwicklungsländer.

## Geschichte
Auf dem Kölner Gipfel 1999 haben die G8-Staaten auf Initiative der deutschen Bundesregierung und unter dem Druck zahlreicher Nichtregierungsorganisationen (wie z. B. Erlassjahr.de) einen Vorschlag zur Ausweitung und Beschleunigung der Entschuldung hoch verschuldeter armer Länder unterbreitet, der von Weltbank und IWF verabschiedet wurde.

## Schuldenerlassinitiative
Für die Entschuldung im Rahmen dieser HIPC-Initiative können sich Länder qualifizieren, die bei der Weltbank Kredite ausschließlich zu den günstigsten Bedingungen erhalten und die einen Schuldenstand aufweisen, der mehr als 150 % (vorher 200 %) der Exporterlöse oder mehr als 250 % der Staatseinnahmen ausmacht. Den Ländern, die sich nach Erfüllung bestimmter Auflagen dafür qualifizieren, werden alle Schulden, die über den oben genannten Grenzen liegen, erlassen. Für alle diese Länder zusammen liegt die geschätzte Entschuldungssumme bei bis zu 70 Milliarden US-$.
Ziel dieser Entschuldung ist die Bekämpfung der Armut in den betreffenden Ländern. Die Befürworter der HIPC-Initiative erwarten, dass die betroffenen Länder den durch den reduzierten Schuldendienst freiwerdenden finanziellen Spielraum für entwicklungspolitische Maßnahmen wie Infrastruktur-, Sozial- und Bildungsaufgaben einsetzen. Dieses Ziel ist meist nicht erreicht worden.

## Liste der beteiligten Länder
Die Initiative umfasst 39 Länder (2012):
- Länder, die die erste Stufe der Voraussetzung erfüllen (englisch pre-decision point):

Eritrea, Somalia, Sudan
- Länder, die eine gute Regierungsführung zeigen, haben die zweite Stufe erreicht (englisch decision point):

Elfenbeinküste, Guinea, Komoren, Tschad
- Länder, die eine gute Regierungsführung auch umsetzten, haben die dritte Stufe erreicht (englisch completion point):

Afghanistan, Äthiopien, Benin, Bolivien, Burkina Faso, Burundi, Demokratische Republik Kongo, Gambia, Ghana, Guinea-Bissau, Guyana, Haiti, Honduras, Kamerun, Liberia, Madagaskar, Malawi, Mali, Mauretanien, Mosambik, Nicaragua, Niger, Republik Kongo, Ruanda, Sambia, São Tomé und Príncipe, Senegal, Sierra Leone, Tansania, Togo, Uganda, Zentralafrikanische Republik

## Kritik
Von Kritikern der Initiative wird ins Feld geführt, dass sich die betroffenen Länder wieder neues Geld leihen würden, insbesondere ermutigt durch den Schuldenerlass und aufgrund fiskalpolitischer Notwendigkeiten. Somit würde das Verschuldungsproblem in einigen Jahren wieder in ähnlicher Form auftreten. Ebenfalls wird kritisiert, dass dies eine Belohnung für jene Länder darstelle, die es nicht geschafft haben, mit Hilfe der internationalen Gelder die Wirtschaft anzukurbeln, um so die Schulden zurückzuzahlen. Entsprechend würden diejenigen Länder bestraft, die ihre Kredite erfolgreich eingesetzt und zumindest einen Teil ihrer Schulden zurückbezahlt haben, da diese für die HIPC-Initiative nicht qualifiziert sind.

## Chinas Kreditvergabepraxis
Die Volksrepublik China ist bemüht, bei Kreditvergaben den Status eines bevorrechtigten Gläubigers vertraglich zu sichern. Die Kreditnehmer werden möglichst dazu verpflichtet, die chinesischen Forderungen vor den übrigen Gläubigern geheim zu halten und China aus koordinierten Umschuldungsverhandlungen herauszuhalten.